# The Golden Strain
The Golden Strain is een Amerikaanse western uit 1925 onder regie van Victor Schertzinger. Het scenario is gebaseerd op het korte verhaal Throughbreds (1925) van de Amerikaanse auteur Peter B. Kyne. Destijds werd de film in Nederland uitgebracht onder de titel Heldenmoed.

## Verhaal
De pas afgestudeerde cavaleriesoldaat Milt Mulford wordt op missie gestuurd naar een buitenpost in de buurt van een indianenreservaat. Wanneer de corrupte majoor Gaynes hen oplicht, gaan de indianen op oorlogspad. Als Milt op een cruciaal ogenblik deserteert, wordt hij ontslagen. Zijn vriendin Dixie Dennison verbreekt hun verloving. Na een hartig gesprek met zijn vader keert Milt terug naar zijn post. Hij ontmaskert majoor Gaynes en kan daardoor het vertrouwen terugwinnen van Dixie en van de andere soldaten.

## Rolverdeling
| Acteur            | Personage             |
| ----------------- | --------------------- |
| Hobart Bosworth   | Majoor Milton Mulford |
| Kenneth Harlan    | Milt Mulford jr.      |
| Madge Bellamy     | Dixie Denniston       |
| Lawford Davidson  | Majoor Gaynes         |
| Ann Pennington    | Lucy Sulter           |
| Frank Beal        | Majoor Denniston      |
| Frankie Lee       | Milt als een jongen   |
| Robert Frazer     | Sergeant              |
| Oscar Smith       | Snowball              |
| George Reed       | Butler                |
| Grace Morse       | Clara                 |
| Frank McGlynn jr. | Zeb                   |
| Lola Mackey       | Arabella              |